# František Suchý (ředitel krematoria)
František Suchý (21. června 1899 – 23. ledna 1982) byl od roku 1932 až do svého zatčení v roce 1952 ředitelem strašnického krematoria. Spolu se svým synem ukrýval popel popravených obětí nacismu a komunismu pro jejich budoucí důstojné pohřbení.

## Život

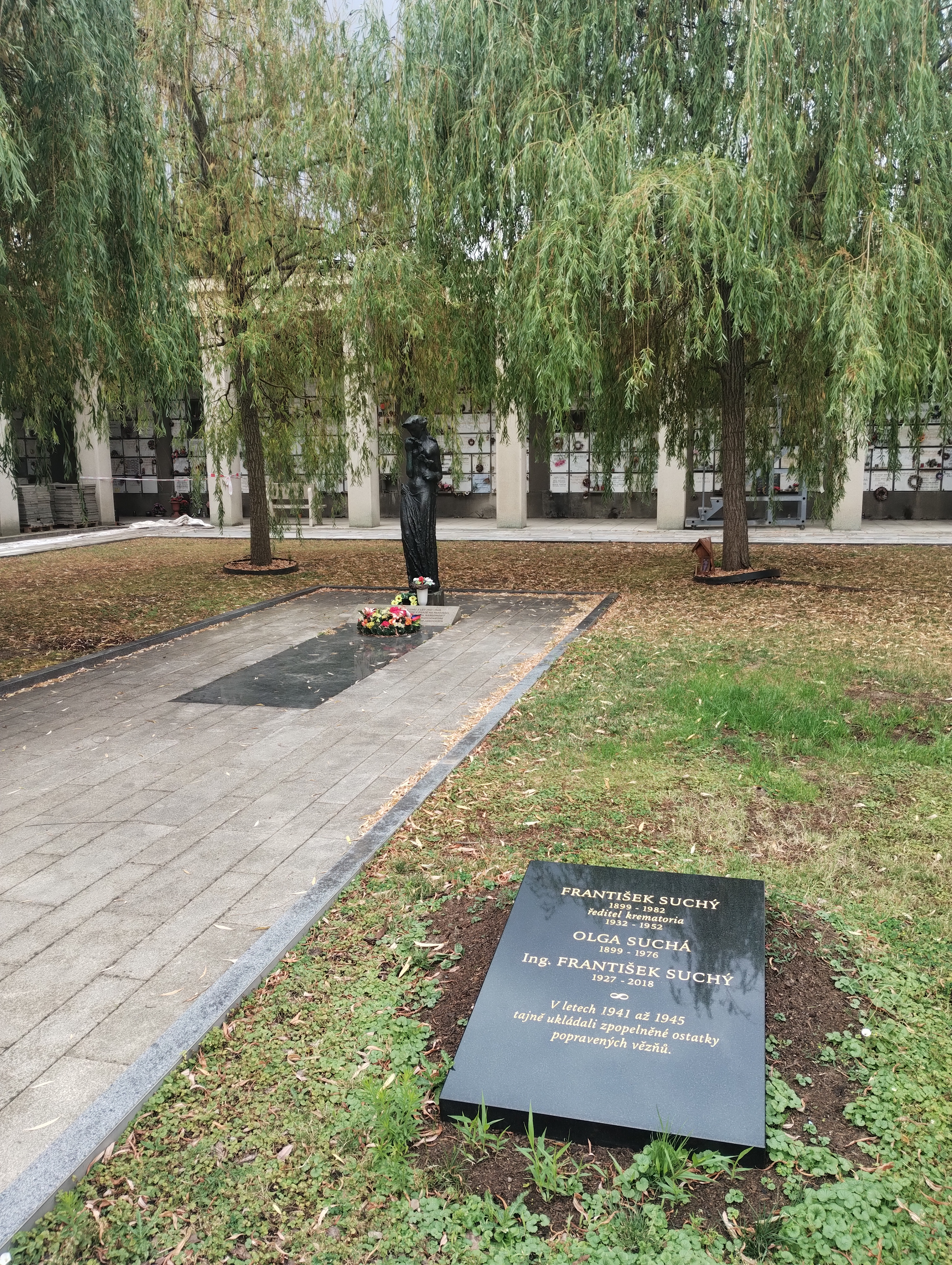
Pohled na Čestné pohřebiště v areálu krematoria Strašnice s pamětní deskou Františka Suchého

Za druhé světové války vytvářel potají seznamy zavražděných, kteří byli zpopelňováni při mimořádných nočních směnách. Popel obětí měl být vysypán na kompost či použit jako posyp silnice. František Suchý ho však ukládal do samostatných uren, které shromažďoval na odlehlém místě hřbitova. Celkem by se mělo jednat o popel popravených 2154 mužů, žen i dětí (např. předáků odboje, jako byli Josef Bílý, Hugo Vojta, Václav Šára, Oleg Svátek, Mikuláš Doležal a Josef Churavý, dvou ze Tří králů Josefa Balabána a Josefa Mašína, spisovatele Vladislava Vančury, ale i popel 26 obyvatel z vyhlazených Lidic, dodatečně popravených na Kobyliské střelnici a mnoha dalších). Ve Strašnickém krematoriu skončil například i popel vězňů z koncentračního tábora Hradištko.
Pietně upravené pohřebiště nestačilo vzniknout a po únoru 1948 se na místo zapomnělo. V 50. letech byla ve Strašnickém krematoriu zpopelňována těla popravených z politických procesů. František Suchý spolu se svým synem se pokusili navázat na své úsilí z doby okupace. Syn František se navíc zapojil i do protikomunistického odboje. V roce 1952 byli oba zatčeni, stejně tak i manželka Fr. Suchého staršího, Olga (roz. Havlová). Ve vězení strávil nakonec 4 roky, manželka 4 a půl roku, a syn 12 let z 25letého trestu.
František Suchý zemřel v roce 1982. O jeho záslužné činnosti promluvil až jeho syn.

## Nezapomenuté hrdinství
V roce 2014 byl po Františku Suchém pojmenován park v pražských Strašnicích.
V roce 2025 byl natočen film „Popel", který popisuje pátrání historika Unai Eguía a synovce Antóna Gandariasema po osudech španělského občana, který byl za druhé světové války odvlečen do Protektorátu do pobočného koncentračního tábora Hradištko. Dokument objevuje zásadní roli Františka Suchého a jeho syna při odkrývání osudů tisíců nacistických obětí. Film byl promítán v kinech. Zkrácenou televizní verzi pod názvem „Tajemství pražského krematoria" odvysílala Česká televize dne 14. května 2025.

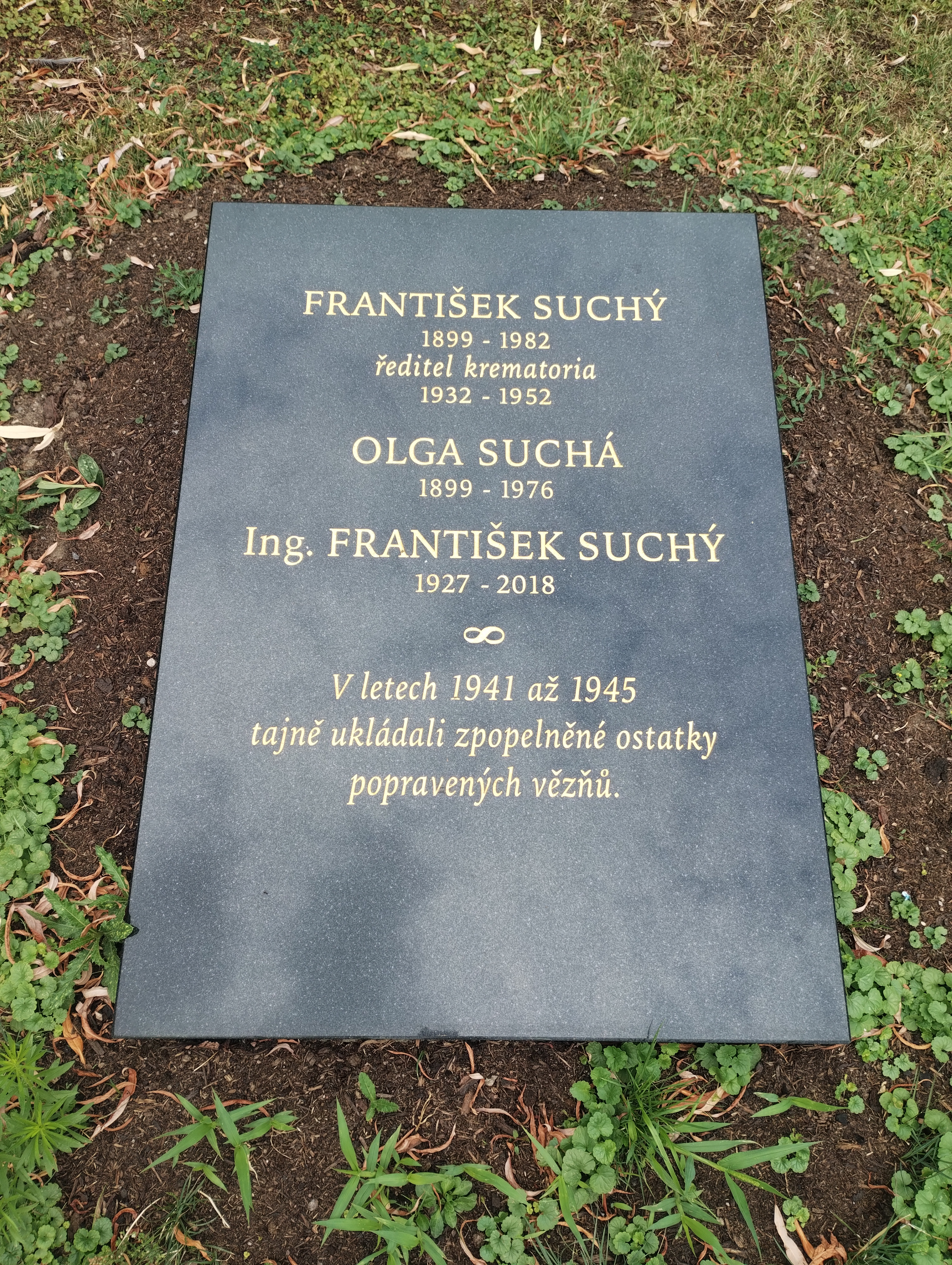
Pamětní deska Františka Suchého a jeho rodiny na Čestném pohřebišti v areálu krematoria Strašnice

Během pietního aktu konaného dne 15. dubna 2025, za účasti velvyslanců Španělska v ČR a České republiky ve Španělsku, byla odhalena nová pamětní deska rodině Suchých na Čestném pohřebišti strašnického krematoria.
Na počest Františka Suchého a jeho rodiny byl v parku Františka Suchého v dubnu 2025 vysazen guernický strom jako symbol touhy po míru. Dub darovalo baskické město Busturia.
Park a dub Františka Suchého

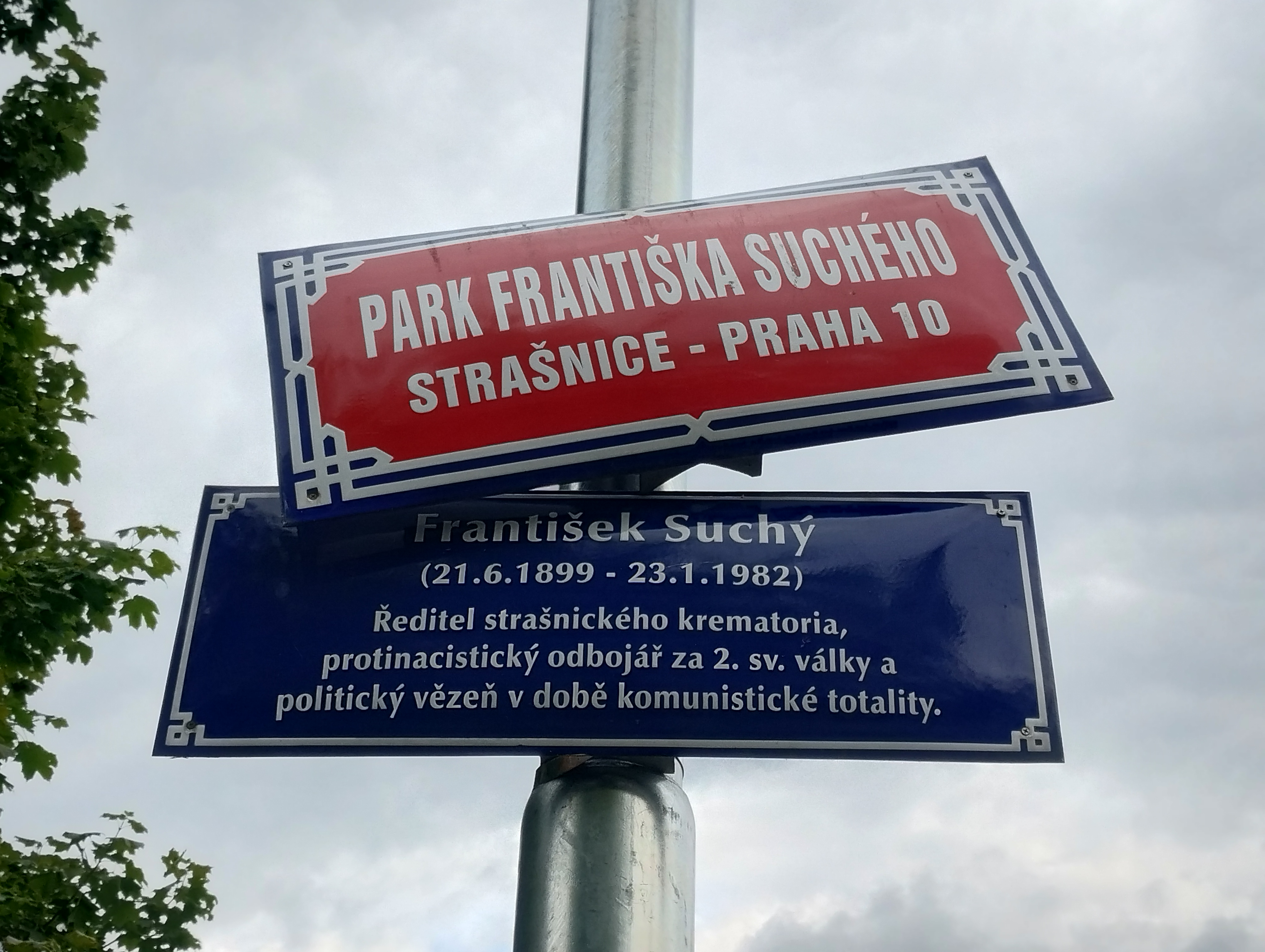
Uliční tabule s dodatkovou modrou tabulí v Parku Františka Suchého
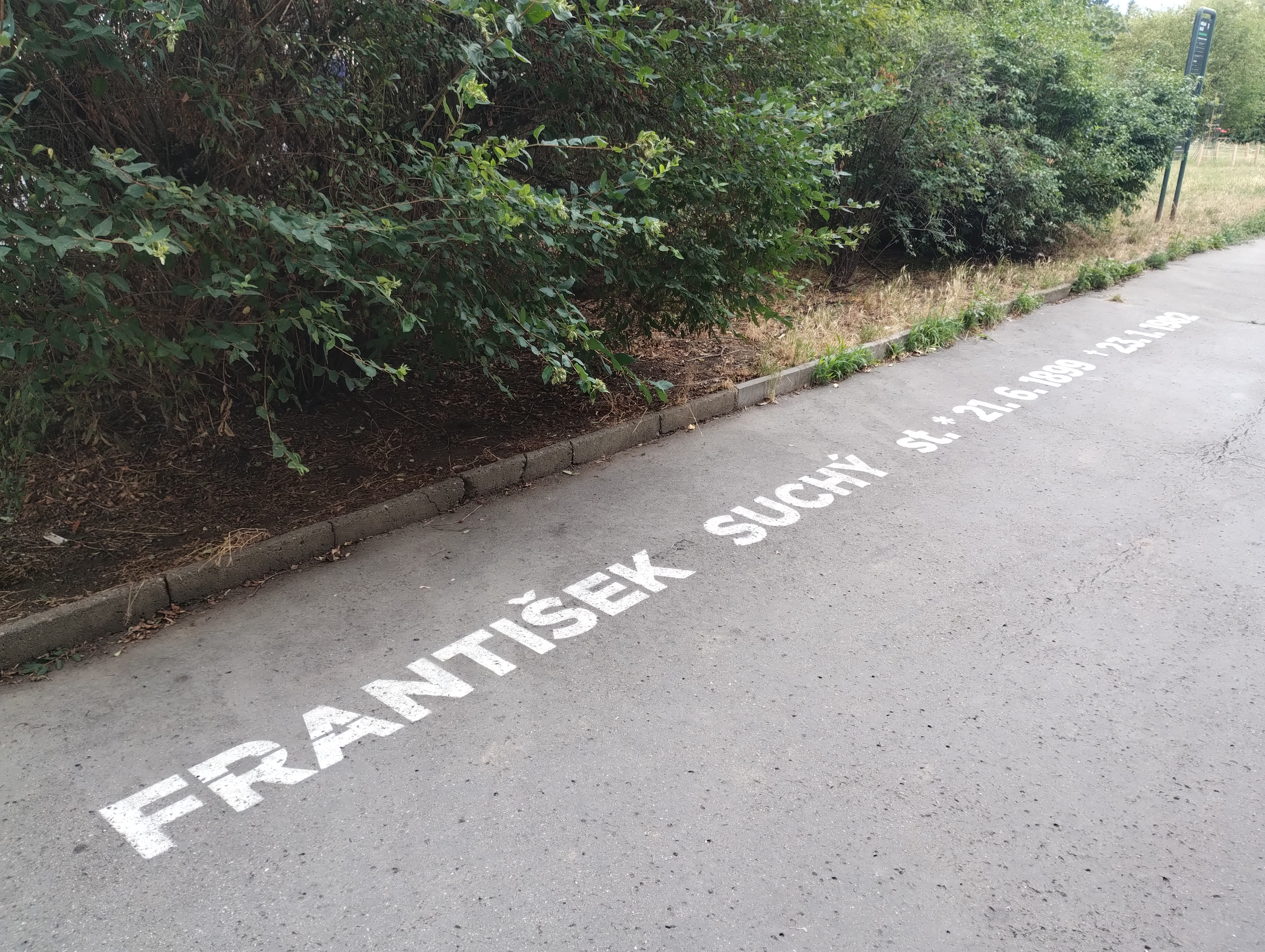
Nápis se jménem a daty F. Suchého v Parku Františka Suchého
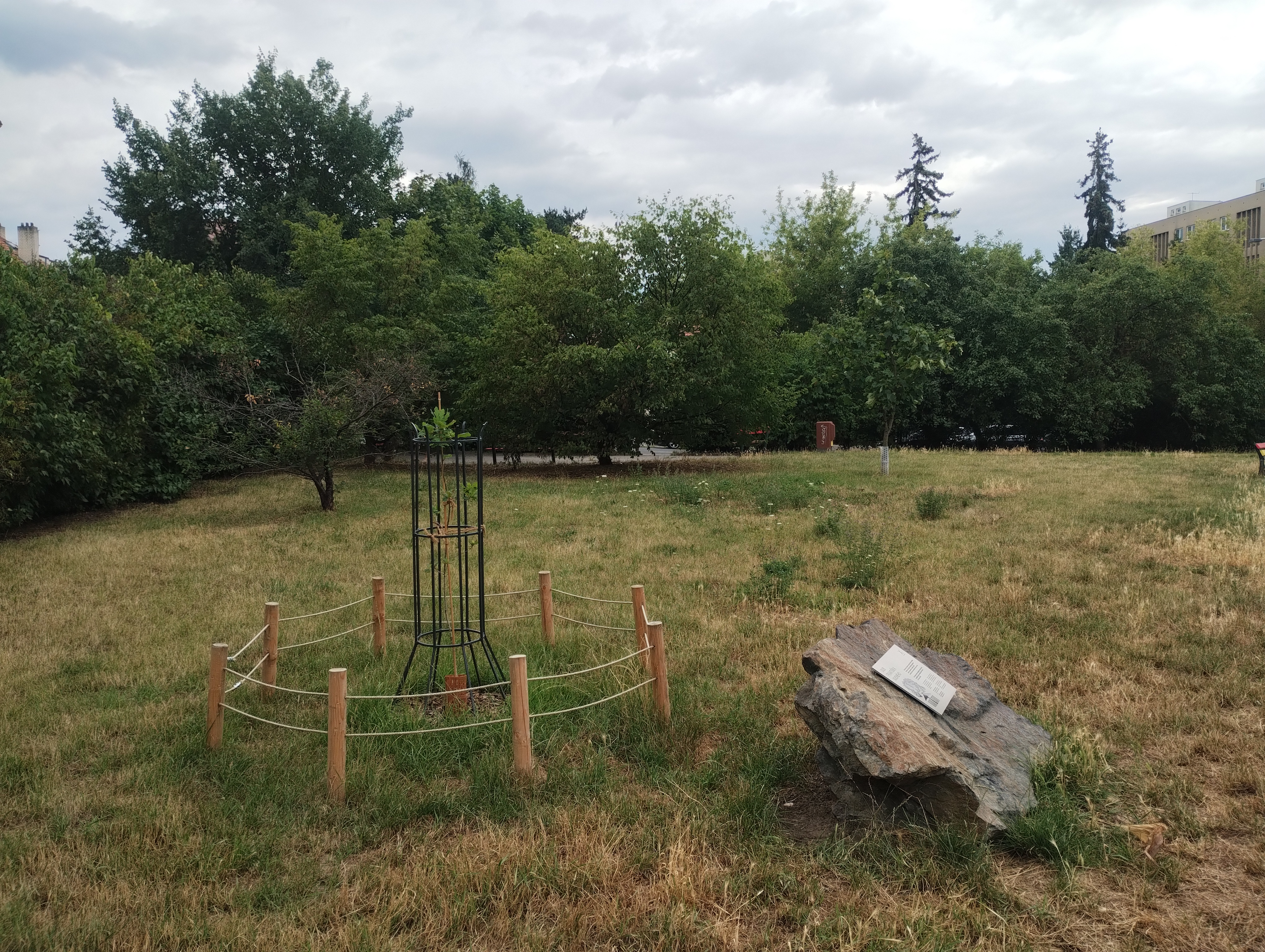
Dub Františka Suchého s pamětní deskou
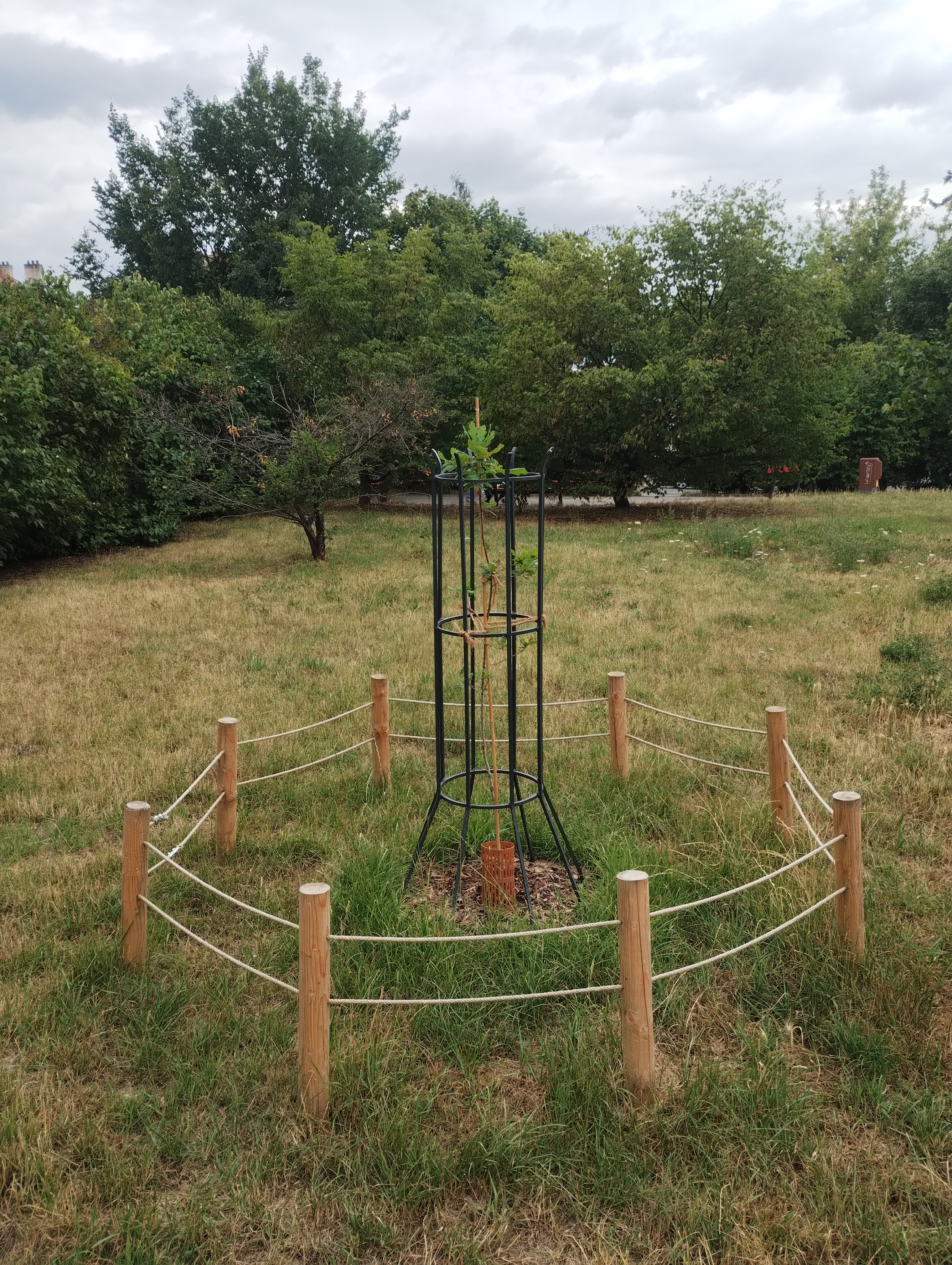
Dub Františka Suchého
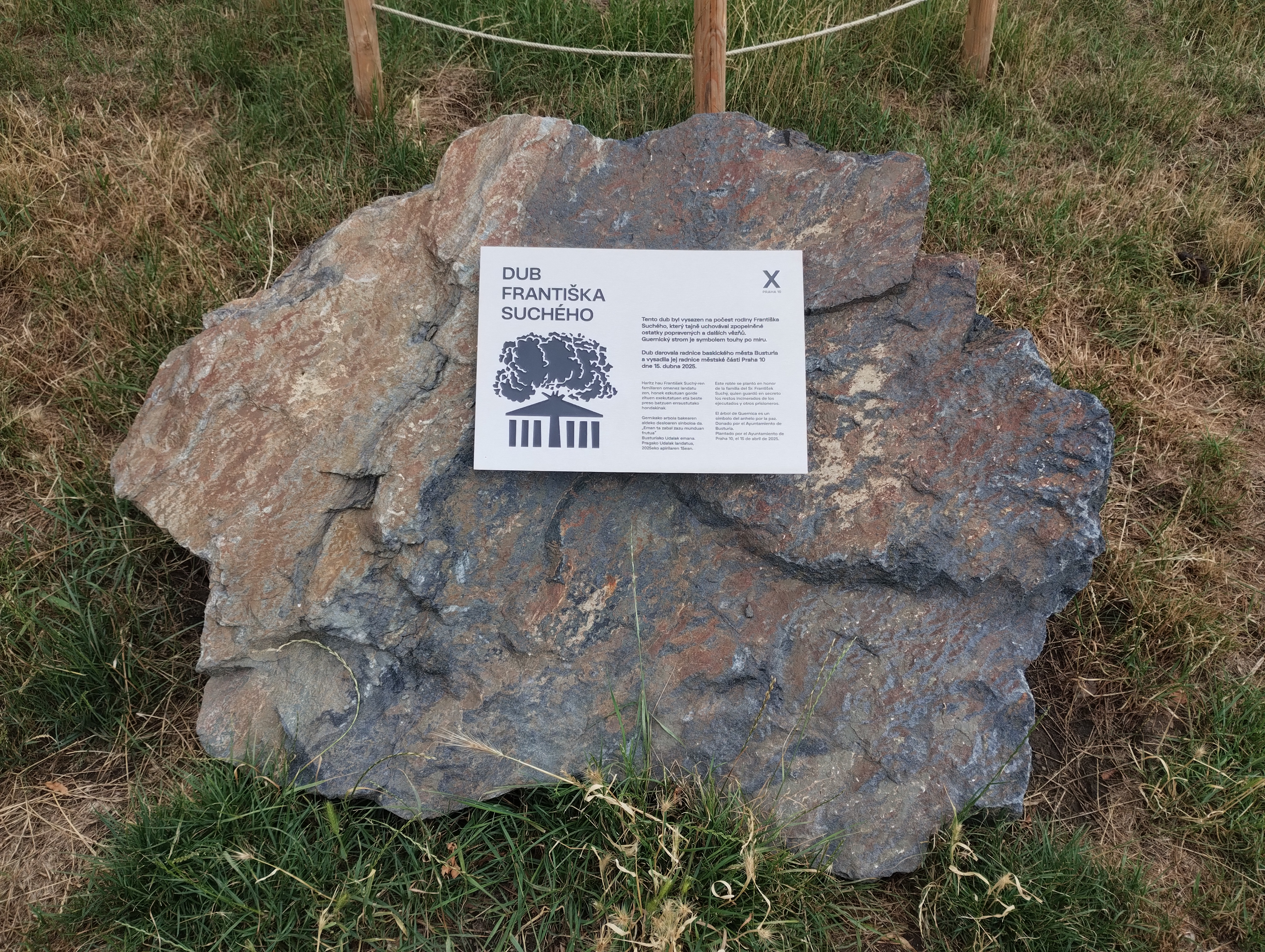
Pamětní deska
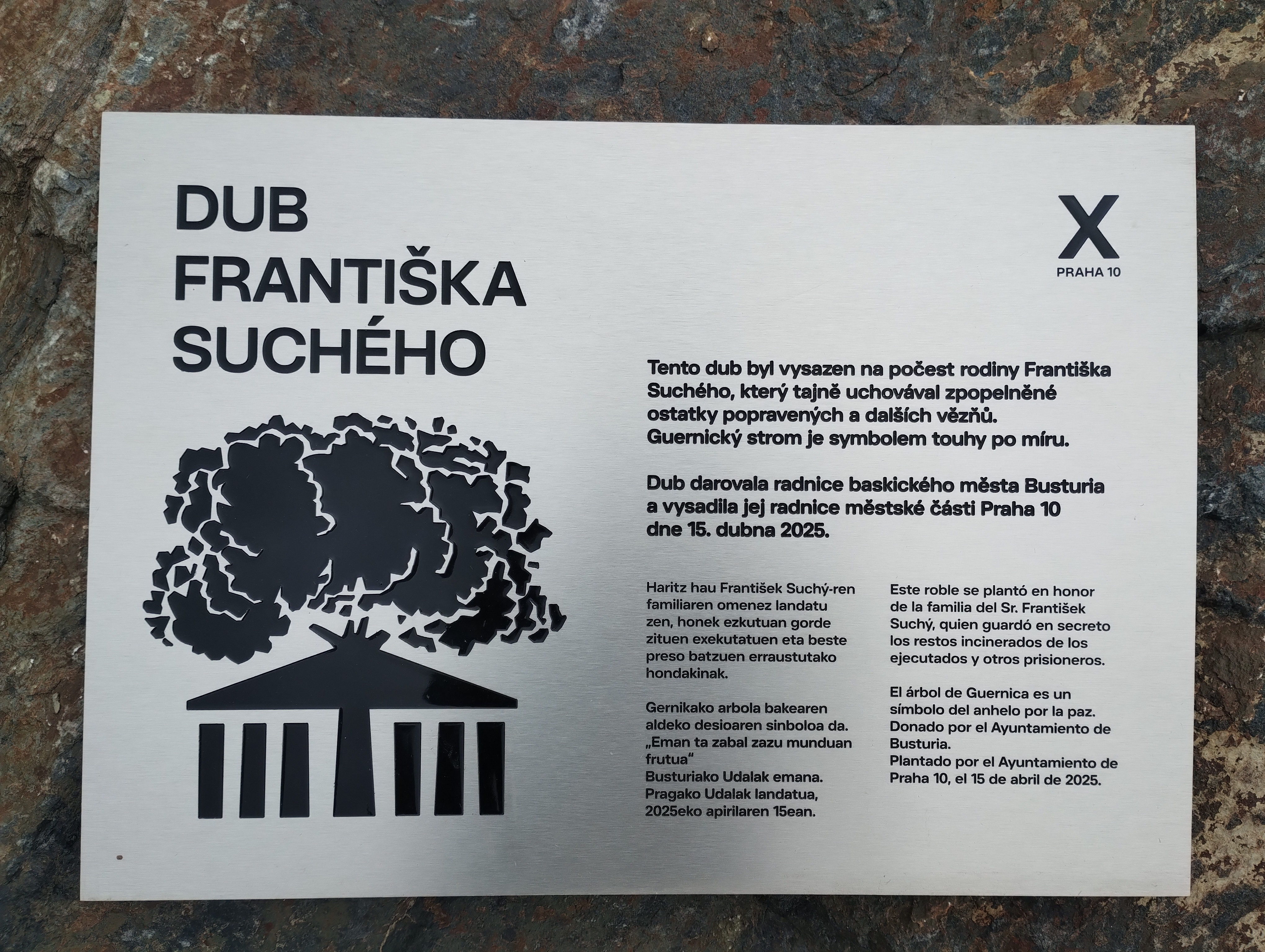
Detail pamětní desky